# Idionycteris phyllotis
Idionycteris phyllotis е вид бозайник от семейство Гладконоси прилепи (Vespertilionidae), единствен представител на род Idionycteris.

## Разпространение
Видът е разпространен в Мексико и САЩ (Аризона, Калифорния, Невада, Ню Мексико и Юта).